# Maj 2015

## 4 maja
- Zwycięstwem Stuarta Binghama zakończyły się mistrzostwa świata w snookerze[1].

## 6 maja
- Myśliwiec wielozadaniowy F-35 Lightning II był po raz pierwszy w historii pilotowany przez kobietę. (konflikty.pl)

## 7 maja
- W wyborach parlamentarnych do Izby Gmin w Wielkiej Brytanii zwyciężyła Partia Konserwatywna Davida Camerona. (bbc.co.uk)
- Odkryto gen umożliwiający regulację wzrostu roślin zależnie od temperatury otoczenia, który nazwano ICARUS1. (plos.org; pap.pl)

## 8 maja
- Katastrofa wojskowego śmigłowca Mil Mi-17 w północnym Pakistanie, w której zginęło 7 osób, w tym 3 dyplomatów. (tvn24.pl)

## 9 maja
- W Hiszpanii doszło do katastrofy Airbusa A400M. w której zginęło 10 osób. (konflikty.pl)

## 10 maja
- Pierwsza tura wyborów prezydenckich w Polsce.

## 11 maja
- Obraz Pabla Picassa „Kobiety z Algieru” został sprzedany na aukcji w Nowym Jorku za ponad 179 milionów dolarów amerykańskich – to najwyższa cena jaką kiedykolwiek zapłacono za dzieło sztuki[2].

## 12 maja
- W trzęsieniu ziemi w Nepalu, północnych Indiach i Tybecie zginęło ponad 90 osób. (tvnmeteo.tvn24.pl)
- 8 osób zginęło w wyniku wykolejenia się pociągu firmy Amtrak na przedmieściach Filadelfii (USA). (tvn24.pl)

## 13 maja
- Co najmniej 43 osoby zostały zabite w Karaczi, w Pakistanie, w ataku uzbrojonych napastników na autobus, którym jechali szyici[3].
- Biolodzy z Barcelony odkryli najprawdopodobniej najstarszy gatunek z gromady wieloszczetów, który nazwali Parougia diapason. (pap.pl)
- Co najmniej 72 osoby zginęły w pożarze w fabryce obuwia w filipińskiej Valenzueli[4].

## 15 maja
- Naukowcy odkryli, że strojnik podtrzymuje temperaturę ciała, co czyni go pierwszą znaną rybą stałocieplną[5].

## 16 maja
- 2 osoby zginęły w pobliżu Osnabrück, w zachodnich Niemczech, w zderzeniu pociągu osobowego z cysterną[6].

## 17 maja
- Kanada pokonała 6:1 Rosję w finale rozegranych w Czechach mistrzostw świata w hokeju na lodzie (sport.pl)

## 18 maja
- Co najmniej 59 osób zginęło na zachodzie Kolumbii, w wyniku zejścia lawiny błotnej po obfitych opadach deszczu. (tvn24.pl)

## 19 maja
- Co najmniej 21 osób zginęło w zderzeniu ciężarówki z autobusem turystycznym w Kambodży[7].

## 20 maja
- Co najmniej 15 osób zginęło w pożarze kilkunastopiętrowego wieżowca w Baku, stolicy Azerbejdżanu. (tvn24.pl)

## 22 maja
- Irlandia stała się pierwszym krajem na świecie, gdzie legalizacja małżeństw osób tej samej płci odbyła się poprzez referendum. (tvn24)

## 23 maja
- Zwycięzcą tegorocznej edycji Konkursu Piosenki Eurowizji został Måns Zelmerlöw. (rmf.fm)

## 24 maja
- Druga tura wyborów prezydenckich w Polsce.

## 25 maja
- W wyborach prezydenckich w Polsce zwyciężył Andrzej Duda[8].
- 38 osób zginęło w pożarze domu opieki w chińskim mieście Pingdingshan[9].

## 28 maja
- Parlament stanowy w stanie Nebraska przegłosował zniesienie kary śmierci. Jest to 19 stan USA, który zrezygnował z wykonywania kary śmierci. (wp.pl)

## 29 maja
- Co najmniej 10 osób zginęło, a 30 zostało rannych w wybuchu dwóch samochodów-pułapek w centrum Bagdadu. (wp.pl)
- Departament Stanu Stanów Zjednoczonych poinformował o formalnym usunięciu Kuby z listy krajów sponsorujących terroryzm. (wp.pl)
- Podczas kongresu w Zurychu Szwajcar Sepp Blatter został ponownie wybrany szefem FIFA – Międzynarodowej Federacji Piłki Nożnej. (gazetaprawna.pl)
- W utrzymujących się od kilku tygodni upałach w Indiach zmarło ponad 1800 osób. W niektórych rejonach kraju temperatura wynosiła 48 °C.[10][11]

## 30 maja
- Prezydent Barack Obama ogłosił stan klęski żywiołowej w Teksasie na terenach dotkniętych przez wichury i powodzie, w których zginęło co najmniej 21 osób. (polskieradio.pl)
- Co najmniej 45 cywilów zginęło w nalotach sił rządowych na cele w prowincji Aleppo na północnym zachodzie Syrii. (onet.pl)
- Były prezydent Gruzji Micheil Saakaszwili otrzymał ukraińskie obywatelstwo i został mianowany przez prezydenta Prezydent Ukrainy Petro Poroszenkę gubernatorem obwodu odeskiego. (wp.pl)

## 31 maja
- Hiszpan Alberto Contador z grupy Tinkoff-Saxo zwyciężył w wyścigu kolarskim Giro d’Italia[12].